# Roberto Salinas Benavides
Roberto Salinas Benavides (Chiclayo, 31 de julio de 1937-Lima, 26 de octubre de 2016) fue un periodista deportivo peruano.
Roberto Salinas trabajó veinticinco años en América Televisión y Humberto Martínez Morosini en Panamericana Televisión. Por lo tanto, alternó con Luis Ángel Pinasco, conocido como Rulito, y Eduardo San Román.

## Biografía
Nacido en la ciudad de Chiclayo en 1937. Estuvo casado con Elba Torres, con quien tuvo cuatro hijos. 
Su inicio periodístico se dio con la fundación del Diario Expreso, el 24 de octubre de 1961. Trabajó también en los diarios Extra, La Tercera, Última Hora, El Observador, Hoy, La República, El Nacional, Ídolo y El Peruano (en este laboró sus últimos quince años). En su columna «Los 7 pecados» en Última Hora, publicó pasajes sobre la historia de la Federación Peruana de Fútbol y hasta la biografía de Lolo Fernández. 
Condujo Mundo deportivo en Radio Victoria.
Como comentarista deportivo en televisión, alternó con Humberto Martínez Morosini y Eduardo San Román, entre otros periodistas. Es recordado por participar en el Mundial de España 82, en el que participó la selección peruana. Trabajó en canal 4, América Televisión, durante 25 años.
Su deceso ocurrió a las 3:20 a. m. del 26 de octubre de 2016 en el Hospital Rebagliati, donde había ingresado de emergencia 4 días antes por una severa neumonía y derrame cerebral. El velorio se llevó a cabo en el local del Colegio de Periodistas del Perú, en Canevaro n.º 1474, en el distrito de Lince.

## Obras
- Federación Peruana de Fútbol
- Diario Última Hora
- Lolo Fernández, vida del gran futbolista
- Pinglo, obra y vida del compositor limeño